# Temple réformé d'Angyalföld
Le Temple réformé d'Angyalföld (Angyalföldi református templom) est une église calviniste de Budapest, située dans le quartier d'Angyalföld. 